# Switched-On Bach
| Оценки критиков | Оценки критиков |
| Источник        | Оценка          |
| --------------- | --------------- |
| AllMusic        | [ 1 ]           |

Switched-On Bach — дебютный студийный альбом американского композитора и музыканта Уолтера Карлоса (ныне — Венди Карлос), выпущенный в октябре 1968 года на лейбле Columbia Masterworks Records. Альбом был спродюсирован самим Карлосом и Рейчел Элкинд, альбом представляет собой сборник произведений Иоганна Себастьяна Баха в исполнении Карлос и Бенджамина Фолкмана на синтезаторе Муга.
Альбом достиг 10-го места в американском чарте Billboard 200 и возглавлял чарт Top Classical Albums с 1969 по 1972 год. К июню 1974 года он разошёлся тиражом более миллиона экземпляров, а в 1986 году стал вторым альбомом классической музыки, получившим платиновую сертификацию. В 1970 году альбом получил три премии «Грэмми».
В 2005 году альбом внесён в Национальный реестр аудиозаписей.

## Список композиций
| №  | Название                                                                             | Длительность |
| -- | ------------------------------------------------------------------------------------ | ------------ |
| 1. | «Sinfonia to Cantata No. 29»                                                         | 3:20         |
| 2. | «Air on a G String»                                                                  | 2:27         |
| 3. | «Two-Part Invention in F Major»                                                      | 0:40         |
| 4. | «Two-Part Invention in B-Flat Major»                                                 | 1:30         |
| 5. | «Two-Part Invention in D Minor»                                                      | 0:55         |
| 6. | «Jesu, Joy of Man's Desiring»                                                        | 2:56         |
| 7. | «Prelude and Fugue No. 7 in E-Flat Major» (From Book I of The Well-Tempered Clavier) | 7:07         |

| №  | Название                                                                        | Длительность |
| -- | ------------------------------------------------------------------------------- | ------------ |
| 1. | «Prelude and Fugue No. 2 in C Minor» (From Book I of The Well-Tempered Clavier) | 2:43         |
| 2. | «Chorale Prelude 'Wachet Auf'»                                                  | 3:37         |
| 3. | «Brandenburg Concerto No. 3 in G Major — First Movement»                        | 6:35         |
| 4. | «Brandenburg Concerto No. 3 in G Major — Second Movement»                       | 2:50         |
| 5. | «Brandenburg Concerto No. 3 in G Major — Third Movement»                        | 5:05         |

## Чарты

### Еженедельные чарты
| Чарт (1968-69)                | Высшая позиция |
| ----------------------------- | -------------- |
| Германия (Offizielle Top 100) | 22             |
| Канада (RPM Top Albums/CDs)   | 7              |
| США (Billboard 200)           | 10             |
| США (Top Classical Albums)    | 1              |

### Годовые чарты
| Чарт (1969)                | Позиция |
| -------------------------- | ------- |
| США (Billboard 200)        | 21      |
| США (Top Classical Albums) | 1       |
| Чарт (1970)                | Позиция |
| США (Top Classical Albums) | 2       |
| Чарт (1971)                | Позиция |
| США (Top Classical Albums) | 1       |
| Чарт (1972)                | Позиция |
| США (Top Classical Albums) | 2       |
| Чарт (1973)                | Позиция |
| США (Top Classical Albums) | 4       |
| Чарт (1974)                | Позиция |
| США (Top Classical Albums) | 6       |

## Сертификации и продажи
| Регион | Сертификация | Продажи    |
| --- | ------------ | ---------- |
| США (RIAA) | Платиновый   | 1 000 000^ |
| * Данные о продажах приведены только на основе сертификации. ^ Данные о тиражах приведены только на основе сертификации. |              |            |